# Kusje
Kusje is een single van Herman van Veen. Het is afkomstig van zijn album Rode wangen. De single werd geproduceerd door de bandleden Erik van der Wurff en Nard Reijnders.
Kusje, een droef lied over een “nieuwe moeder” in een gezin/relatie (“M’n moeder is verdwenen, een rare tante haalt nu mijn vader aan”), werd geschreven door Theo Olthuis op muziek van Herman van Veen. Olthuis liet in het midden waarom de moeder er niet meer is. De alternatieve titel Beer, waar ben je? verwijst naar de knuffelbeer, waarbij steun wordt gezocht. De tekst Kusje werd opgenomen in het boek Jong verlies van Riet Fiddelaers-Jaspers over rouwverwerking bij kinderen. Het lied werd ook gezongen in Sesamstraat.
Het schoolplein is een instrumentaal nummer van Erik van der Wurff.
De Nederlandse Top 40, Nationale Hitparade, de Belgische BRT Top 30 en Vlaamse Ultratop 30 werden niet bereikt.
In 2005 verscheen een versie van de Utrechtse band Most Unpleasant Men op de cd 'We hebben maar een paar minuten tijd', een door 3VOOR12/Utrecht georganiseerd eerbetoon van zestien Utrechtse acts aan Herman van Veen.